# 岩渕梢
岩渕 梢（いわぶち こずえ、1978年12月26日 - ）、ライムライト所属のフリーアナウンサーである。

## 来歴
福岡県宗像市（旧：宗像郡玄海町）出身。
福岡県立宗像高等学校、九州大学経済学部卒業。
2001年KBC九州朝日放送入社（当時は岩淵 梢と表記していた）。2006年にKBCを退社。
2006年、セント・フォースに所属。同事務所在籍時には、主にNHK衛星第1テレビの番組で活動。
2011年9月にライムライトに移籍。

## 人物・エピソード
- 趣味・特技：旅行、美食巡り、海外ドラマ鑑賞、テニス、朗読、ハンドボール、手芸、バドミントン[2]
- 免許・資格：ファイナンシャルプランナー (AFP)、話しことば検定1級（協会認定講師）、住宅ローンアドバイザー、秘書検定準一級[2]
- 子供の頃にトランペットを吹いていた[3]。

## 現在の担当番組
- くらし☆解説 → みみより!くらし解説 → みみより!解説 （NHK総合 キャスター、2012年4月3日 - 2016年4月6日、（産休）、2016年9月6日 - ）

## 過去の担当番組
フリー転向後
- ワールドニュースアワー・アジア（NHK BS1 - 2006年12月）
- アジアクロスロード（NHK BS1 2007年1月9日 - 2010年10月1日）
- きょうの世界（NHK BS1 ニュースリーダー、2006年4月10日 - 2010年9月20日）
- ジョージ・ポットマンの平成史（テレビ東京 ナレーション、2012年2月 - 2012年3月）
- 解説スタジアム（NHK総合 キャスター、2014年4月29日 - 2016年3月22日、2016年9月22日 - 2020年02月11日）

KBC時代
- 川上鴻一郎 本の気持ちです（ラジオ）
  - 本の気持ちです（ラジオ）

- KBCサンデーミュージックカウントダウン（ラジオ）
- 中村もときの通勤ラジオ（ラジオ）
- 輝け!全国おもしろニュースグランプリ（テレビ） - テレビ朝日制作
- 朝だ!生です旅サラダ（テレビ、中継レポーターとして登場） - 朝日放送制作
- ドォーモ（テレビ、2004年春よりレポーターとして登場）
- とっても健康らんど（テレビ、「とっても健康ちゃん」として健康診断を受けさせられる。ナレーションもあり）